# Taravilla
Taravilla község Spanyolországban, Guadalajara tartományban. Taravilla Pinilla de Molina, Peralejos de las Truchas, Poveda de la Sierra, Peñalén, Baños de Tajo és Terzaga községekkel határos. Lakosainak száma 41 fő (2024).

## Népesség
A település népessége az utóbbi években az alábbiak szerint változott:
| Lakosok száma | 71   | 65   | 63   | 56   | 49   | 39   | 34   | 38   | 33   | 41   |
|               | 2001 | 2004 | 2006 | 2009 | 2011 | 2014 | 2016 | 2019 | 2021 | 2024 |